# Sky Tower
Sky Tower vista da base.
A Sky Tower é uma torre de comunicação e observação erguida na cidade de Auckland, na Nova Zelândia durante da década de 1990. Com 328 metros de altura constitui a estrutura mais alta do Hemisfério Sul e uma das torres mais altas da atualidade. Tornou-se o ícone de Auckland, atraindo milhares de turistas anualmente.

## História

### Construção

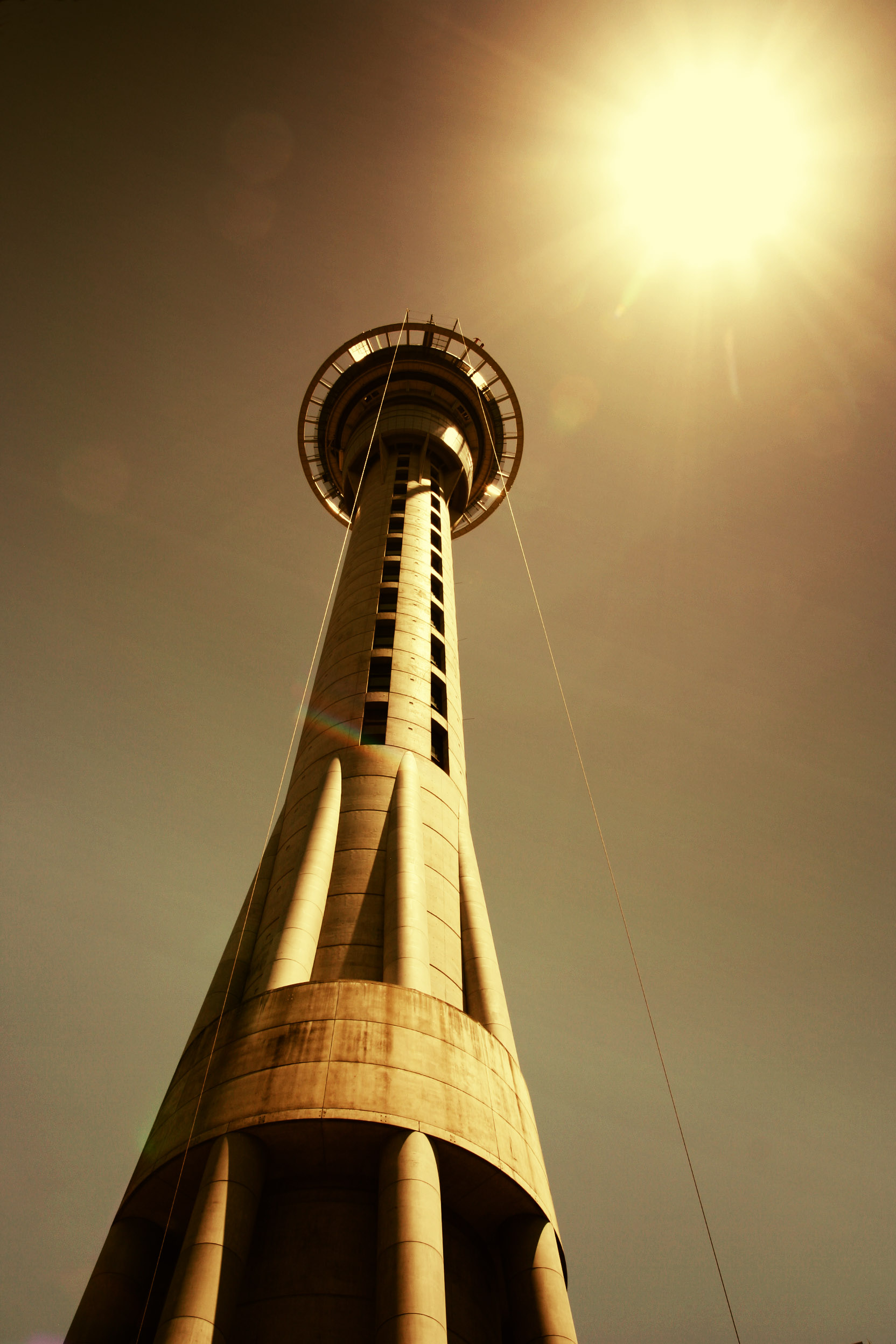
Sky Tower sob o Sol

A Fletcher Construction foi contratada para a realização do projeto enquanto a Beca Group Ltd. foi contratada para projetar a canalização, iluminação e o designe do exterior. Ao final da construção, concluída 6 meses antes do previsto, a Sky Tower recebeu o Prêmio Nacional do Instituto de Engenharia da Nova Zelândia.

### Características da Construção
- A torre foi construída com betão reforçado.

- Os seus 12 metros de diâmetro contém 3 elevadores e uma escada de emergência.

- A construção está apoiada sobre 8 pilares e 16 fundações cada uma com 39 pés (12 metros) de profundidade.

- Durante a construção foram utilizados mais de 15 mil metros cúbicos de concreto, 2 mil toneladas de aço e 600 toneladas métricas de aço estrutural.

- A antena sozinha pesa 170 toneladas métricas.

- Os andares superiores foram construídos com Compósitos.

- Para a conclusão da antena, um gigantesco guindaste teve de ser construído anexo à torre, já que era pesada demais para ser carregada por um helicóptero.

## Problemas

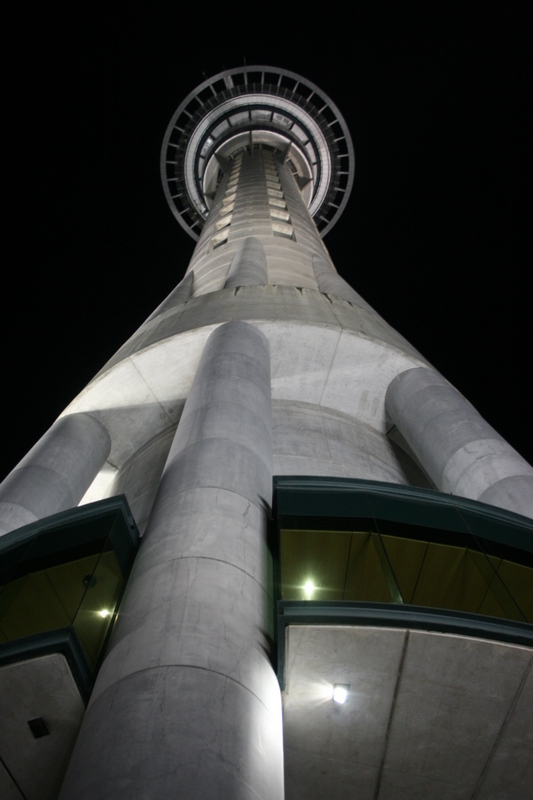
Sky Tower apagada durante a noite

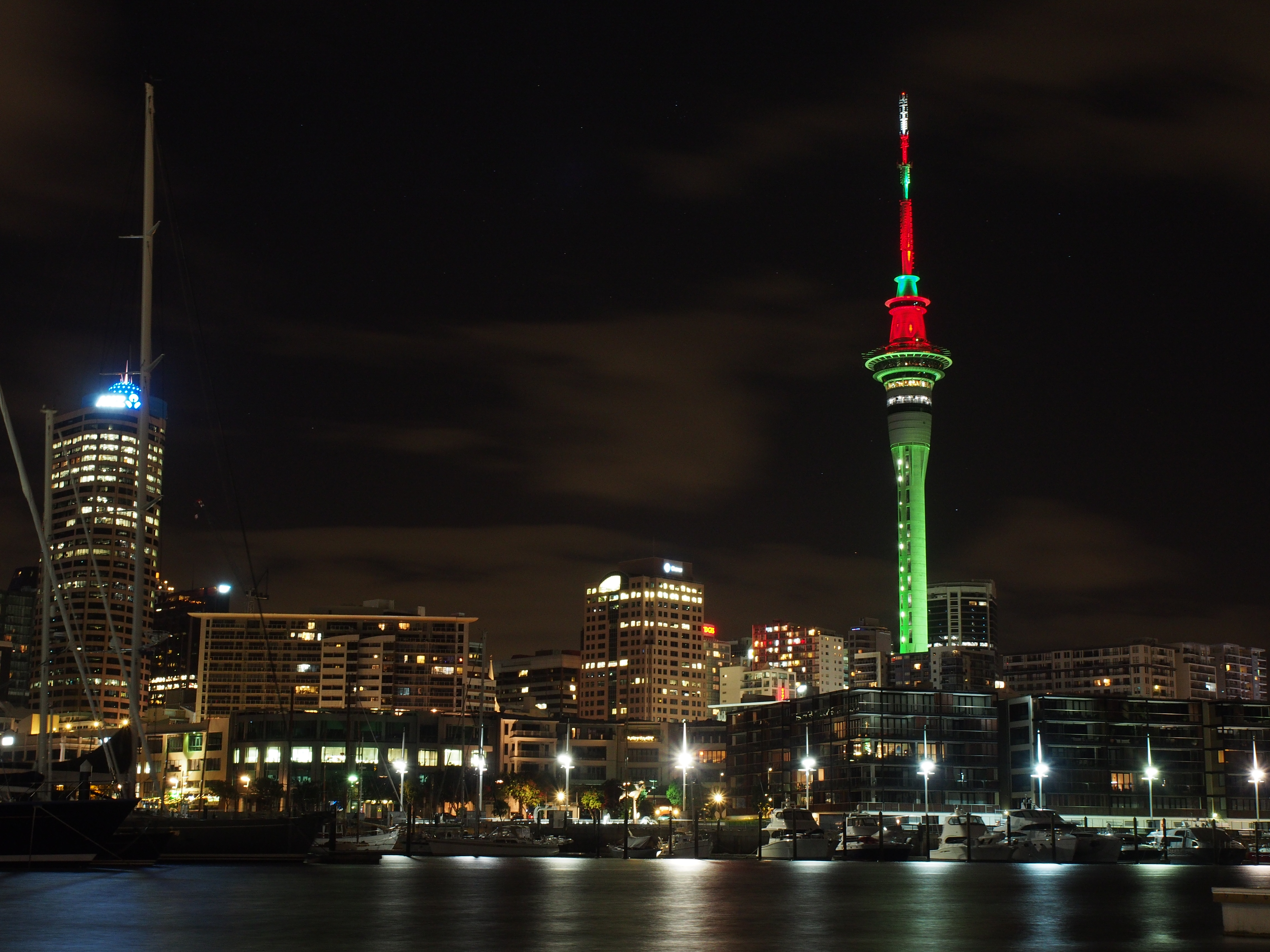
Sky Tower em verde e vermelho durante o Natal.

Assim como parte das estruturas altas, o principal problema da Sky Tower são os ventos constantes naquela altura, alguns superiores a 200 km por hora. A torre foi concebida para resistir a esses tipos de problemas naturais e também a terremotos por um período de mil anos.
A torre também possui quartos e salas à prova de fogo e com abrigos e saídas de emergência. Até hoje a construção só foi fechada uma vez por razão de uma tempestade de 150 km por hora em 2006 fazendo a torre balançar muito, assustando os visitantes que ficaram tontos.

## Iluminação

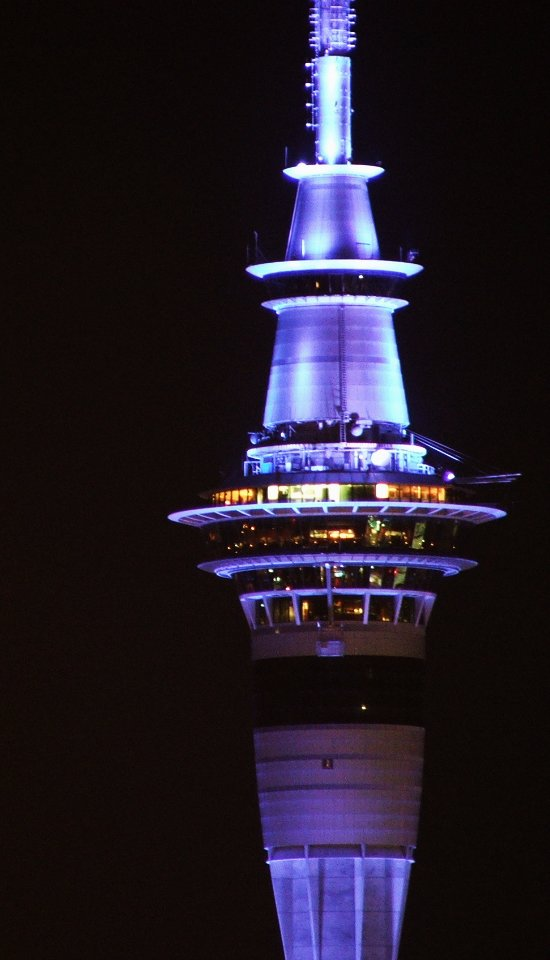
Torre de roxo.

Uma das características proeminentes da Sky Tower é a iluminação noturna que dispõe de uma coleção de combinações de cores referentes às Datas Comemorativas do país ou a objetos de referência.

### Iluminação Eficiente
No final de Maio de 2009, foi instalado um novo sistema de iluminação na Sky Tower que utiliza luzes LED, como iniciativa para reduzir o desperdício de energia. A antiga iluminação, instalada em 1997, era de difícil manutenção devido a altura da torre. Calcula-se que o novo sistema de iluminação economize cerca de 66% de energia, além de evitar a poluição da cidade.
Essas lâmpadas LED utilizam menos watts para produzir efeitos luminosos do que os holofotes comuns e também duram bem mais do que estes antigos. A primeira demonstração do novo sistema LED ocorreu em 29 de maio de 2009, quando a torre reproduziu um arco íris no centro de Auckland.

## Conservação de energia
Já que durante os meses de Inverno, o consumo de energia elétrica aumenta consideravelmente na Nova Zelândia (utilizando da capacidade máxima dos rios e lagos), o governo entrou com uma série de projetos para evitar um apagão geral em toda a ilha.
Num esforço para promover a mobilização da população, a Sky Tower permaneceu apagada durante todo o Inverno de 2008, mantendo apenas as luzes vermelhas da antena. Simon Jamieson, gerente da SKYCITY Auckland Hotels Group, disse:
| “ | Como todo o povo neozelandês, estamos preocupados com o abastecimento de energia do país e acreditamos que é nossa responsabilidade realizar esta mobilização social para economizar a nossa energia. | ” |

A torre foi acendida novamente durante as Olimpíadas de Pequim de 2008.

## Na Cultura
- A Sky Tower têm aparecido várias vezes ultimamente durante o NORAD Tracks Santa.